# Sed

sed یکی از دستورهای پایه‌ای و اصلی سیستم‌عامل‌های شبه یونیکس است. نام این دستور از ترکیب stream editor آمده‌است که به معنای ویرایشگر استریم است. این دستور متن ورودی را تجزیه و تحلیل (پردازش) می‌کند و با پیاده‌سازی یک زبان برنامه‌نویسی، متن ورودی را به متنی با ساختار دلخواه کاربر تبدیل می‌کند. این دستور متن ورودی را خط به خط (به صورت ترتیبی) می‌خواند‍ و تغییرهای لازم را که از طریق خط فرمان (یا توسط اسکریپت sed) به دستور داده شده‌است را بر متن اعمال می‌کند و سپس خط (خطوط) را خروجی می‌دهد. این دستور را لی ای. مک‌ماهون در آزمایشگاه‌های بل در سال‌های ۱۹۷۳ تا ۱۹۷۴ برای سیستم‌عامل یونیکس نوشت که در حال حاضر در بیشتر سیستم‌عامل‌ها موجود است.

## استفاده
مثال زیر کاربرد معمول sed را نشان می‌دهد. گزینهٔ e- نشانگر استفاده از دستورهای sed در ورودی است:
```
~
]
$
 
sed
 
-e
 
's/hello/hello world!/g'
 
inputFileName>
 
outputFileName

```

در این مثال، تمام رشته‌های hello در فایل ورودی (inputFileName) با !hello world تعویض می‌شود و خروجی در فایل outputFileName ذخیره می‌شود.